# Замфара
Замфара (англ. , хауса и фула Zamfara) — штат в Нигерии, расположенный на северо-западе страны. Площадь штата — 39 762 км². Население — 3 278 873 чел. (2006). Административный центр — город Гусо.

## География
На севере он граничит с государством Нигер, на северо-западе и западе — со штатом Сокото, на юге — со штатами Нигер, Кадуна и Кебби, и на востоке — со штатом Кацина.

## История
Штат Замфара был создан в 1996 году путём выделения из состава штата Сокото. Штат был первой территорией Нигерии, официально утвердившей на законодательном уровне нормы шариата.

## Власть и административное деление
Штат разделён на 14 территорий местного управления. Губернатором является Абдульазиз Абубакар Яри.

## Экономика
Как и в соседних штатах, большинство населения (80 %) занято в сфере сельского хозяйства. Основными культурами, выращиваемыми в регионе, являются кукуруза, просо, маис, арахис, рис, хлопок, табак и др. С 2000-х годов власти Замфары проводят политику поощрения предпринимателей (как местных, так и зарубежных) в плане инвестирования в развитие промышленного сектора. В штате налажено промышленное производство текстиля (Zamfara Textile Industries Limited), растительного масла (Gusau Oil Mill) и др.
Земли Замфары богаты полезными ископаемыми. Здесь добываются золото, гранит, слюда, кварц, хром и т. д. Однако добыча полезных ископаемых подчас ведётся на полулегальных и нелегальных основаниях. Как следствие, наносится вред не только природе, но и здоровью людей, работающих непосредственно в этой сфере.

## Туризм
В Замфаре есть ряд достопримечательностей, привлекающих внимание туристов: древний город Джата, водопад Кватаркваши, Калале (водоём — место обитания гиппопотамов) и ряд других.